# Виртуальная экономика
Виртуальная экономика (иногда также синтетическая экономика) — эмерджентная экономика, наблюдаемая в непрерывных виртуальных мирах, обычно возникающая в результате обмена виртуальными товарами в рамках онлайн-игры. Как правило, пользователи участвуют в виртуальной экономике для развлечения и отдыха, а не ввиду необходимости. Таким образом, в виртуальной экономике обычно отсутствуют те элементы реальной экономики, которые не расцениваются игроками как «веселые» (например, в виртуальном мире персонаж обычно не должен покупать пищу для выживания, а также не обладает естественными биологическими потребностями). Тем не менее некоторые пользователи взаимодействуют с виртуальной экономикой, чтобы получить выгоду в «реальной».
Несмотря на то, что термин «виртуальная экономика» был введен для описания экономики, основанной на виртуальной валюте, он также может распространяться на продажу виртуальной валюты за валюту реального мира.

## Общая информация
Виртуальные экономики наблюдаются в играх жанров MUD и MMORPG. Наиболее крупные из них существуют в MMORPG. Также виртуальные экономики существуют в играх жанра симулятор жизни, причем в них могут быть предприняты наиболее радикальные меры в соединении виртуальной экономики с реальным миром. Довольно отчетливо это можно наблюдать в Second Life, где признаются права на интеллектуальную собственность в отношении активов, созданных «внутри мира» подписчиками, а также соблюдается принцип невмешательства в отношении покупки и продажи Linden Dollars (официальная игровая валюта) за реальные деньги на сторонних сайтах. Также виртуальные экономики могут существовать в браузерных играх типа Виртономика, где игрок может как потратить деньги, так и открыть пользовательский магазин, или же в качестве элемента эмерджентного геймплея.
Виртуальной собственностью может быть назван любой ресурс, который контролируется «сильными мира сего», в том числе виртуальные объекты, персонажи или учетные записи. Для сходства с реальными предметами, виртуальные ресурсы могут обладать следующими характеристиками. Следует заметить, что виртуальные ресурсы обладают не всем набором характеристик, так что данный набор обладает известной степенью гибкости.
1. Конкуренция. Ввиду особенностей игровой механики, обладать ресурсом может ограниченный круг пользователей или даже единственный пользователь.
2. Непрерывность. Виртуальные ресурсы существуют непрерывно и независимо от нахождения персонажа в игре. В некоторых случаях ресурсы остаются в публичном доступе, когда их собственник находится вне игрового мира.
3. Взаимные связи. Ресурсы могут оказывать влияние на других игроков и другие объекты или быть объектами их влияния. Ценность ресурса зависит от возможности персонажа использовать его для создания или получения некоторого эффекта.
4. Вторичный рынок. Жизненно важные виртуальные ресурсы могут быть созданы, обменены, проданы и куплены. При этом активы реального мира (прежде всего деньги) могут находиться под угрозой.
5. Добавленная стоимость. Пользователи могут увеличивать стоимость виртуальных ресурсов, персонализируя и улучшая их свойства.

Обладающая этими особенностями система по своим свойствам схожа с реальной современной экономикой. Поэтому для изучения данных систем исследователи часто пользуются достижениями экономической теории.
Синтетические экономики, существующие в достаточно населенных игровых мирах, позволяют устанавливать цены на виртуальные товары согласно закону спроса и предложения, а не по представлениям разработчика относительно их игровой пользы. Подобные эмерджентные экономики оцениваются большинством игроков как преимущество конкретной игры, дающее игрокам дополнительный арсенал игровых возможностей. В классической синтетической экономике товары могут обмениваться только на валюту, имеющую хождение в данной экономике. Тем не менее, данная валюта часто становится объектом продажи для извлечения дохода в валюте реального мира.

### Рынок виртуальной валюты
В 2004 году состоялся выход игры World of Warcraft от Blizzard Entertainment, которой вскоре сопутствовал большой успех в мировом масштабе. Это способствовало укреплению позиций как игр жанра MMORPG, так и вторичных рынков этих игр, в результате чего открылось большое количество новых площадок для торговли виртуальной валютой. Так запрос «WOW gold» в поиске Google выдает большое количество сайтов, где продается gold (игровая валюта World of Warcraft). Объем рынка услуг, исчисляемый в валюте реального мира, связанных с виртуальными экономиками, превосходит миллиард долларов. В 2001 году игроками Everquest Броком Пирсом (Brock Pierce) и Аланом Дебонневиллом (Alan Debonneville) была основана компания Internet Gaming Entertainment Ltd (IGE), не просто специализирующаяся на продаже виртуальных товаров за реальные деньги, но также на профессиональной поддержке пользователей. Компания обладает штатом работников, разрешающих финансовые вопросы, обращения пользователей и службой техподдержки, задача которых в том, чтобы клиент был удовлетворен каждой тратой реальных денег. Также ей удалось достичь глобального охвата синтетических миров, организовав в Гонконге цеха, в которых армия технически подкованных, но низко оплачиваемых людей может выполнять поставленные задачи, загружая персонажей, добывая ликвидные товары, и предоставляя их по первому требованию. Этот прибыльный рынок стал первым, открыв целый новый тип экономики с довольно размытыми границами между реальным и виртуальным миром.
Многие компании добились на этом рынке значительных успехов, а некоторые виртуальные предметы были проданы за несколько тысяч долларов. Одни компании продают несколько виртуальных валют для нескольких игр, тогда как другие специализируются на обслуживании одной игры. Приобретение виртуальной недвижимости связано с определенными затратами в реальном мире. Так, например, 43-летний работник службы доставки Wonder Bread Джон Даггер (John Dugger) потратил на покупку виртуальной недвижимости US$ 750, что было больше его недельной зарплаты. В его виртуальном жилище, расположенном у подножия холма на тихом побережье, было девять комнат, три этажа, терраса на крыше, стена крепкой каменной кладки в хорошем месте. Даггер представляет группу людей, не имеющих в собственности недвижимости, но обладающих небольшой частью обширной базы данных, обслуживавшей виртуальный мир немолодой MMO-игры Ultima Online. Подобная практика обмена реальных денег на виртуальные товары в наглядной форме представляет развитие виртуальных экономик, объединяющих людей, и в которых происходит встреча реального и виртуального мира в экономическом смысле.
Несмотря на то, что виртуальные рынки могут показывать рост, неясно до какой величины может продолжаться их рост, ввиду принципиальной заменяемости товаров на этих рынках, а также отсутствия такого фактора как местоположение для распределения спроса. Несмотря на выдающиеся примеры экономического роста в игре Second Life, исследователи обнаружили в игре такое неравенство при распределении доходов, которое никогда не отмечалось в реальности: в 2008 году коэффициент Джини составлял 90,2, индекс Гувера — 77,8, а индекс Тейла — 91 %. Однако, применение этих экономических индикаторов к виртуальным мирам может быть само по себе некорректным, так как бедность в них также имеет виртуальную природу, а также существует прямая зависимость между игровым благосостоянием и временем, проведенным в этой игре.
Прогноз объема глобального вторичного рынка, определяемого как торговля за реальные деньги между игроками, на 2005 год, сделанный резидентом лидирующей на рынке компании IGE, достигал US$ 880 млн. До этого, в 2004 году американский экономист Эдвард Кастронова (Edward Castronova) предположил, что объемы продаж только на двух площадках — eBay и корейском itemBay — превысят US$ 100 млн. Теоретическая экстраполяция данных значений позволяет предсказать объем мирового рынка в US$ 2 млрд в 2007 году.
Однако, рост вторичного рынка не отражает рост первичного рынка с 2007 года, поскольку компании стали использовать лучшие способы монетизации своих игр как, например, микроплатежи, а кроме того во многих популярных играх как World of Warcraft началось внедрение новых мер, направленных против торговли за реальные деньги. Также препятствует росту рынка огромное падение цен, обусловленное растущей конкуренцией компаний из материкового Китая, стремящихся выйти на глобальный вторичный рынок. Кроме того негативный эффект на рынок оказало общее падение потребительской активности, обусловленное финансовым кризисом 2007—2008 годов. После 2007 года центром роста стали развивающиеся рынки России, Восточной Европы, Южной Америки и Юго-Восточной Азии, доступ к каждому из которых для международных компаний значительно осложнен из-за особенностей платежных систем, рекламных каналов и языкового барьера. Например, рынок Южной Кореи считается крупнейшим в мировом рынке торговли за реальные деньги, он является официально признанной и подверженной налогообложению частью экономики. В западных странах вторичный рынок является теневым сектором экономики, имеющим незначительное социальное или официальное препинание, либо не имеющее их вовсе.
В качестве экономической модели текущего состояния можно принять, что объем вторичного рынка в популярных PvP-ориентированных MMORPG, не имеющих ограничений на торговлю, как, например, Runescape, EVE Online и Ultima Online составляет приблизительно US$ 1,1 в день на каждого подключившегося пользователя. Для игр, в которых установлены ограничения, как в World of Warcraft подобных моделей не существует. Однако, любые модели, описывающие в целом нерегулируемый рынок без налогообложения, являются в известной степени гипотетическими.